# Lidtjärnen (Lycksele socken, Lappland)
Lidtjärnen är en sjö i Lycksele kommun i Lappland och ingår i Umeälvens huvudavrinningsområde. Sjön har en area på 0,191 kvadratkilometer och ligger 310 meter över havet.

## Delavrinningsområde
Lidtjärnen ingår i det delavrinningsområde (717778-164967) som SMHI kallar för Inloppet i Stor-Holmträsket. Medelhöjden är 278 meter över havet och ytan är 29,07 kvadratkilometer. Räknas de 3 avrinningsområdena uppströms in blir den ackumulerade arean 49,75 kvadratkilometer. Sikbäcken som avvattnar avrinningsområdet har biflödesordning 3, vilket innebär att vattnet flödar genom totalt 3 vattendrag innan det når havet efter 187 kilometer. Avrinningsområdet består mestadels av skog (51 procent) och sankmarker (40 procent). Avrinningsområdet har 0,44 kvadratkilometer vattenytor vilket ger det en sjöprocent på 1,5 procent.